# Tatiana Navka
Tatiana Navka (n. 13 aprilie 1975, Dnipropetrovsk, RSS Ucraineană, URSS) este o dansatoare pe gheață ce a reprezentat Belarus și Rusia, medaliată olimpică. A participat la 4 ediții ale Jocurilor Olimpice (1994, 1998, 2002, 2006) în care a câștigat o medalie de aur.